# For my life
「for my life」（フォー･マイ･ライフ）は、小泉今日子40枚目のシングル。1999年8月4日にビクターエンタテインメントから発売された。

## 解説
タイトル曲は、アルバム『オトコのコ オンナのコ』（1996年）収録曲「For My Life」を、キハラ龍太郎が新たに編曲したもの（オリジナルでは、作曲者である菅野よう子）。
小泉が主演したフジTV系ドラマ「恋愛結婚の法則（ルール）」の主題歌となった。カップリング曲は、キハラ龍太郎のプロデュースによるミニ・アルバム『Inner Beauty』（1999年）収録曲のリミックス・ヴァージョン。

## 収録曲
1. for my life
  - 作詞:小泉今日子／作曲:菅野よう子／編曲:キハラ龍太郎
2. Inner flower（the girl from far east）
  - 作詞:小泉今日子・キハラ龍太郎／作曲:キハラ龍太郎／remix:田中知之
3. for my life（back track）